# L’Autocyclette Sperata
L’Autocyclette Sperata war ein belgischer Hersteller von Automobilen.

## Unternehmensgeschichte
Atelies Sperata betrieb eine Verkaufsagentur für die französische Firma Automobiles Delahaye in Brüssel in der 90-92 rue de Turquie. Ab 1911 begann man mit der Herstellung eigener Automobile. Die Produkte liefen unter dem Namen: L’ Autocyclette Sperata. Wann die Automobilproduktion endete, ist nicht ganz klar, es wird allgemein das Jahr 1913 angenommen.

## Fahrzeuge
Als erstes Fahrzeug entstand ein einsitziger Kleinwagen mit luftgekühltem Motor. Das Getriebe hatte zwei Gänge, der Antrieb erfolgte über Ketten.  Das Auto wurde auf dem Brüsseler Salon im Januar 1911 gezeigt, es scheint bei einem Einzelstück geblieben zu sein.
1912 folgte ein zweisitziger Kleinwagen. Sein Vierzylindermotor mit 65 mm Bohrung und 110 mm Hub hatte 1460 cm³ Hubraum. Auch das Getriebe dieses Typs hatte zwei Gänge, eine Kette trieb die Hinterräder an. Das Fahrzeug wurde zum Preis von 2960 belgischen Franken für das nackte Chassis und 3500 Franken mit Karosserie vertrieben. Es gab auch eine Ausführung als kleiner Lieferwagen. Einige wenige Stücke wurden auch exportiert, zum Beispiel nach Spanien.